# Когозес (озеро)
Когозес — озеро в России, располагается на границе Каргасокского района Томской области и Енисейского района Красноярского края. Исток реки Большой Когозес.
Площадь водной поверхности озера составляет 15,2 км². Площадь водосборного бассейна равняется 60,1 км².
Находится на высоте 144 м над уровнем моря в окружении ряда меньших озёр на заболоченном днище Тым-Пайдугинской ложбины древнего стока. С точки зрения физико-географического районирования, озеро относится к Верхнетымскому району Кетско-Тымской провинции.
С юго-восточной стороны из озера вытекает Большой Когозес, левая составляющая реки Когозес, относящейся к бассейну Оби.

## Данные водного реестра
По данным государственного водного реестра России относится к Верхнеобскому бассейновому округу, водохозяйственный участок — Обь от впадения реки Васюган до впадения реки Вах, речной подбассейн — Васюган. Речной бассейн — (Верхняя) Обь до впадения Иртыша.
Код водного объекта в государственном водном реестре — 13010900111115200003067.